# Cadurca
Cadurca é um gênero de traça pertencente à família Arctiidae.